# 腐女子 - A Wife And The Child Are Corrupt
『腐女子』（ふじょし）は、2009年に製作されたオリジナルビデオ。高寺裕司、品川美月、横山龍之介主演。仲谷進監督。

## 概要
- 洋画のカルト作品を販売する専門メーカーWHDジャパンが製作したオリジナルビデオ第三弾。
- これまで特殊メイクと総指揮を担当していた仲谷進が初のメガホンをとった。
- ゲストとして大蔵映画・必殺シリーズの書籍が有名な、映画監督の山田誠二が刑事役として出演している。
- 特殊メイクに仲谷進、原作に阿見松ノ介、総指揮に松村仁史、助監督松平哲郎等、WHDジャパンお馴染みのメンバー。
- 当初、「怪異伝承 鬼殻村」の松村仁史が監督する予定だったが、体調不良を理由に降板。仲谷進が引き受ける。

## あらすじ
長年子供に恵まれず、精神不安定に陥っている佐里の夫である勝也は、ある日怪しげな魔女と出会う。子供が欲しければ、言われた通りのモノを用意しろと言われ、佐里と共に奔走する勝也。
その甲斐あって、無事にマコという子宝に恵まれ、平穏な生活を取り戻していく勝也だったが、それも長くは続かなかった。公園で遊んでいたマコが道路に飛び出して交通事故に遭って死亡し、それを受け止めることが出来ない二人は再び魔女の元へと訪れ、なんとか復活させて欲しいと頼み込む。
だが、一見無事に復活出来たように思えたのだが、それは復活というにはほど遠いものだった。なぜなら、マコはあちこちがただれ、腐食し続ける身体となってしまったのだ。
そして、それを元に戻す方法はただ一つ。人肉を喰らわせることだった。

## キャスト
- 合田勝也：高寺裕司
- 合田佐里：品川美月
- 合田マコ：横山龍之介
- 魔女：劉麗華
- 三木部長：みぶ真也
- ベテラン刑事：山田誠二
- 小池さん：浅尾典彦